# Лунная радуга

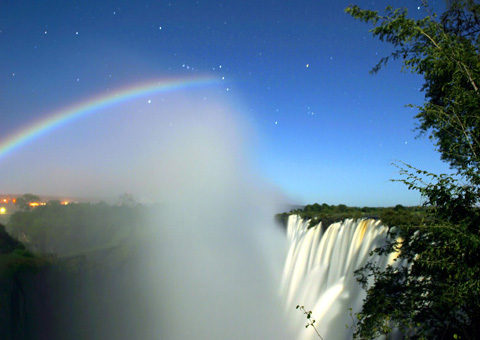
Лунная радуга на водопаде Виктория

Лунная радуга (также известная как ночная радуга) — радуга, порождаемая Луной. Отличается от солнечной только меньшей яркостью. Имеет тот же радиус, что и солнечная (около 42°), и всегда находится на противоположной от Луны стороне неба.
Цвета лунной радуги трудно разглядеть, потому что её свет слишком слаб, чтобы возбудить колбочки, и работают только палочки, сами по себе неспособные обеспечить восприятие цвета (см. ночное зрение). В результате лунная радуга обычно видится белой. Однако на снимках с длительной экспозицией возможно получить цвета.
Чётко очерченное кольцо вокруг Луны, которое начинается на некотором отдалении от её диска (обычно белое, редко можно различить слабые цвета) — это не лунная радуга, а гало, порождаемое преломлением света, проходящего через шестиугольные ледяные кристаллы перистых облаков. Наиболее часто встречается малое гало (радиусом 22°), но наблюдаются и другие формы, например, парселены. Также достаточно часто наблюдаются расплывчатые ореолы вокруг Луны (иногда цветные) — это венцы, феномен дифракционного рассеяния лучей на водных каплях или ледяных кристаллах в облаках или тумане. Строго говоря, это тоже не лунная радуга.
Лучше всего лунная радуга видна при фазе Луны, близкой к полнолунию, так как в это время Луна самая яркая. Для появления лунной радуги (кроме тех, что вызваны водопадом) луна должна находиться невысоко в небе (меньше чем 42 градуса и желательно ещё ниже) и небо должно быть тёмным. И конечно же должен идти дождь напротив Луны. Эта комбинация необходимых требований делает лунные радуги намного более редкими, чем радуги, тоже появившиеся под действием дождя, но порождённые Солнцем.

## Известные места, где встречаются лунные радуги
Лунная радуга может наблюдаться везде, где бывают дожди или есть сильные водопады. Широко известны как места частых наблюдений лунных радуг, например, водопады в Камберленде (Cumberland Falls), около Уильямсберга (Williamsburg), штат Кентукки, США; Ваймеа (Waimea), Гавайи; Заилийский Алатау в предгорье Алматы; водопад Виктория на границе Замбии и Зимбабве; на Кавказе (Домбай).
На территории Йосемитского национального парка в Соединённых Штатах находится большое количество водопадов. В результате в парке тоже наблюдаются лунные радуги, особенно при весеннем повышении уровня воды от тающего снега.
Лунная радуга также наблюдается на полуострове Ямал в условиях сильного тумана. Вероятно, при достаточно сильном тумане и достаточно ясной погоде лунную радугу можно наблюдать на любых широтах.

## Влияние на культуру
- цикл «Лунная радуга» фантаста Сергея Павлова.
- Литературная премия «Лунная радуга», присуждаемая за высокие достижения в жанре фантастики[2].